# 小峰台 (あきる野市)
小峰台（こみねだい）は、東京都あきる野市の大字。住居表示未実施区域。人口は0人である。

## 地理
あきる野市の中央部に位置し、北西に留原、他は高尾と接している。
町内の殆どが、企業または工場に占めている。

## 交通

### 道路
- 東京都道61号山田宮の前線

## 事業所
2021年（令和3年）現在の経済センサス調査による事業所数と従業員数は以下の通りである。
- 事業所数 : 15事業所
- 従業員数 : 593人

### 事業者数の変遷
経済センサスによる事業所数の推移。
| 年                 | 事業者数 |
| ------------------ | -------- |
| 2016年（平成28年） | 11       |
| 2021年（令和3年）  | 15       |

### 従業員数の変遷
経済センサスによる従業員数の推移。
| 年                 | 従業員数 |
| ------------------ | -------- |
| 2016年（平成28年） | 535      |
| 2021年（令和3年）  | 593      |

### 主な企業
- 横河マニュファクチャリング 小峰事業所
- 昭島段ボール工業
- 日本ウィード

## 施設
- 小峰運動公園

## その他

### 日本郵便
- 郵便番号 : 190-0153[3]（集配局 : あきる野郵便局[7]）。